# Feeling This
"Feeling This" es una canción de la banda estadounidense de rock Blink-182 para su quinto álbum de estudio Blink-182 (2003). La canción es la pista de apertura del álbum y fue lanzada como su primer sencillo el 6 de octubre de 2003 a través de Geffen Records. Fue escrita por el guitarrista Tom DeLonge, el bajista Mark Hoppus y el baterista Travis Barker, y fue producida y mezclada por Jerry Finn. La canción se originó en el primer día de producción del álbum. Sus letras son sexuales; la banda yuxtapone la lujuria y la pasión entre los versos y los coros, temáticamente conectados con un tono melancólico. 
La canción presenta un ritmo de fondo inspirado en la música latina en el coro, y la canción termina en un dúo melódico y armonizado dividido entre DeLonge y Hoppus. Los elementos de la canción fueron inspirados por los grupos de rock Led Zeppelin y The Beach Boys. El video musical de la canción, fotografiado por David LaChapelle, representa una instalación correccional distópica que es tomada por sus presos. Una versión temprana de la canción, erróneamente titulada "Action", fue lanzada en la banda sonora del videojuego Madden NFL 2004.
"Feeling This" recibió elogios de la crítica y la canción alcanzó el número dos en la lista de Modern Rock Tracks de Billboard a fines de 2003. También fue un éxito en el top 20 en el Reino Unido y Australia. El sencillo digital fue certificado oro por la Recording Industry Association of America en 2005. Blink-182 ha interpretado "Feeling This" en una serie de presentaciones en vivo, incluyendo en Jimmy Kimmel Live!.

## Antecedentes
"Feeling This" fue la primera canción que se grabó para Blink-182 a principios de 2003. En el primer día de preproducción del álbum, el bajista Mark Hoppus le pidió a un ingeniero que le explicara Pro Tools, ya que era la primera vez que la banda grabaría su música digitalmente. Comenzó a grabar partes de guitarra y bajo y a experimentar con el software. Cuando el guitarrista Tom DeLonge y el baterista Travis Barker llegaron, también comenzaron a agregar nuevas pistas al proyecto. La canción fue escrita en un día. "Creo que si me siento allí y trato de analizar todo, lo que sería genial aquí o allá, siento que me alejo tanto de lo que haría, y creo que tu instinto es lo mejor", dijo Barker en ese momento.
Las letras fueron escritas por Hoppus y DeLonge yendo a habitaciones separadas: Hoppus escribiendo los coros y DeLonge escribiendo los versos. Los dos no habían hablado entre sí sobre las letras de antemano, y resultó que ambos habían escrito sobre sexo. Al unirlos, la canción representa el lado lujurioso del sexo durante los versos, el lado apasionado en el puente y el lado romántico en el coro, creando una yuxtaposición entre ambas voces. Ha sido interpretada como una descripción del romance fallido, que "ilustra un escenario de lujuria, ambivalencia y arrepentimiento". Para Barker, la pista de batería de la canción fue "súper en respeto a John Bonham. [...] Estábamos jugando un poco con el verso. Es como, 'Bueno, quiero hacer una introducción de batería de cuatro barras y simplemente ver cómo funciona para la canción'. Y nunca lo dudamos. Pensamos, 'Eso suena genial'".
Según el ingeniero Ryan Hewitt, la pista contiene "cuatro sonidos de batería distintos creados por la edición de cinta de la vieja escuela". La canción se grabó "parte por parte, comprometiéndose con diferentes sonidos al cambiar niveles relativos, ecualización y compresión a lo largo", y los ingenieros moverían ligeramente los micrófonos utilizados para grabar el kit de batería de Barker para adaptar la ambigüedad natural del hogar en el que se grabó. Al reproducir una mezcla preliminar de la canción, el ingeniero automatizó la música para que se desvaneciera al final de la canción, pero por error olvidó hacer lo mismo para las pistas vocales. Hoppus, que había estado escuchando a los Beach Boys en ese momento, le gustó la interacción a capela de sus voces. Todos acordaron mantenerlo en la versión final de la canción.

## Letra
La canción fue escrita por Mark Hoppus y Tom DeLonge, quienes se recluyeron en cuartos separados. Cuando salieron, descubrieron que ambos habían escrito sobre sexo. Cuando fusionaron las letras, la canción representó el lado lujurioso del sexo en los versos, el lado apasionado en el puente y el lado romántico en el coro. El final de la canción es un dueto entre los dos vocalistas, ambos cantando partes conflictivas pero armónicas. La frase usada en la introducción, "get ready for action", proviene de la película de 1990 Capitán América.

## Lanzamiento
El sencillo fue lanzado en noviembre de 2003. Una versión ligeramente diferente de la canción fue usada como parte de la banda sonora del videojuego Madden NFL 2004 con el título erróneo de «Action». La canción también fue incluida en el álbum Greatest Hits.

## Video musical
El video musical fue dirigido por David LaChapelle. El video inicia con un policía cortándole el cabello a un joven. Posteriormente, muestra la vida de los estudiantes en un centro juvenil, donde son vigilados por policías y maestros. Algunos estudiantes están recluidos en celdas. Un policía lleva a un joven (interpretado por Alexander Cappelli) a un cuarto y lo sienta frente a una ventana, donde el joven ve a una chica. Los dos empiezan a besarse a través de la ventana. Repentinamente, en un salón de clase, un estudiante se pone de pie y otros estudiantes se le unen, empezando una rebelión y creando caos y destrucción por todo el centro juvenil. Los estudiantes escapan a ver a Blink-182 tocar dentro de una jaula.
Este fue el primer video en el que Tom Delonge usa su nueva guitarra Gibson. Sin embargo, Hoppus continuó usando su bajo rosado Fender.

## Listado de canciones
Todas las canciones escritas y compuestas por Blink-182. 
| Disco compacto (sencillo) |                                      |          |  |
| N.º                       | Título                               | Duración |  |
| 1.                        | «Feeling This»                       | 2:52     |  |
| 2.                        | «Violence»                           | 3:02     |  |
| 3.                        | «The Rock Show» (en vivo en Chicago) | 3:03     |  |
| 4.                        | «Carousel» (en vivo en Chicago)      | 2:55     |  |

| Sencillo de 7 pulgadas |                |          |  |
| N.º                    | Título         | Duración |  |
| 1.                     | «Feeling This» | 2:52     |  |
| 2.                     | «Violence»     | 3:02     |  |

## Versiones
- Richard Cheese realizó un cover de la canción para el álbum de 2004 I'd Like A Virgin.